# Shōnen Sunday S
Shōnen Sunday S (週刊少年サンデーS, Shōnen Sandē Esu), anciennement Shōnen Sunday Super (少年サンデー超, Shōnen Sandē Sūpā), est un magazine de prépublication de mangas mensuel de type shōnen édité depuis 1978 par Shōgakukan.

## Historique
Le magazine est créé en 1978. Il s'appelait Shōnen Sunday Zōkan (週刊少年サンデー増刊号) et était mensuel. En 1995, le magazine est renommé Shōnen Sunday Super (少年サンデー超). En avril 2004, le magazine devient bimensuel, mais il retrouve son statut mensuel en mars 2009.
En mars 2012, le magazine est une nouvelle fois renommé ; Shōnen Sunday Super (少年サンデー超) devient alors Shōnen Sunday S (少年サンデーS),.

## Liste des séries
| Titre                                                                                   | Auteur                                                                | Première publication |
| --------------------------------------------------------------------------------------- | --------------------------------------------------------------------- | -------------------- |
| King Golf (高球王)                                                                      | Ken Sasaki                                                            | janvier 2012         |
| Kidō Senshi Gundam Aggressor (機動戦士ガンダム アグレッサー)                            | Daichi Banjō (dessin), Hajime Yatate / Yoshiyuki Tomino (scénario)    | octobre 2014         |
| Shin Chiisai Hito - Aoba Jidou Sōdanjo Monogatari (新・ちいさいひと 青葉児童相談所物語) | Jin Kyōchikutō (dessin), Mitsuhiro Mizuno / Junichi Komiya (scénario) | juillet 2016         |
| Neko to Watashi to Deutschland (ねこと私とドイッチュラント)                             | Ryoko Nagara                                                          | janvier 2018         |
| Uruha no Sekai de Arisugawa (麗の世界で有栖川)                                          | Nobuyuki Anzai                                                        | février 2018         |
| La Gameuse et son Chat (猫暮らしのゲーマーさん)                                         | Wataru Nadatani                                                       | novembre 2018        |
| Kanakana (カナカナ)                                                                     | Hiroyuki Nishimori                                                    | juin 2020            |
| Fuzoroi bokura wa uso o tsuku (ふぞろい僕らは嘘をつく。)                                | Shoha Yuki                                                            | novembre 2020        |
| Boku ga Shinu dake no Hyakumonogatari (僕が死ぬだけの百物語)                            | Anji Matono                                                           | décembre 2020        |
| Idol no Kakeibo (アイドルの家計簿)                                                      | Takao Aoyagi                                                          | avril 2021           |
| Detective Conan - 15 minutes of silence (名探偵コナン 沈黙の15分)                       | Yutaka Abe / Jirō Maruden (dessin), Gōshō Aoyama (scénario)           | juin 2021            |
| Hanyo no Yashahime (半妖の夜叉姫)                                                       | Takashi Shiina (dessin), Rumiko Takahashi (scénario)                  | septembre 2021       |